# Bijelo Polje (Podgorica)
Pour les articles homonymes, voir Bijelo Polje (homonymie).
Bijelo Polje (en serbe cyrillique: Бијело Поље) est un village de l'est du Monténégro, dans la municipalité de Podgorica.

## Démographie

### Évolution historique de la population
| 1948 | 1953 | 1961 | 1971 | 1981 | 1991 | 2003 |
| ---- | ---- | ---- | ---- | ---- | ---- | ---- |
| 607  | 617  | 638  | 715  | 765  | 754  | 826  |